# Geodiscelis megacephala
Geodiscelis megacephala is een vliesvleugelig insect uit de familie Colletidae. De wetenschappelijke naam van de soort is voor het eerst geldig gepubliceerd in 1999 door Michener & Rozen.